# Лундхольм, Матиас
Матиас Лундхольм (швед. Mathias Lundholm; 1785, Стокгольм, Швеция — 1860, Усбюхольм, лен Мальмёхус (ныне лен Сконе), Швеция) — шведский скрипач и дирижёр.
Начал учиться музыке у работавшего в Стокгольме французского скрипача Эдуара Дюпюи, затем совершенствовался в Париже под руководством Пьера Байо.
В 1820—1827 гг. руководил в Бергене оркестром Музыкального общества; в этот же период стал наставником Оле Булла. Затем вернулся в Швецию, работал в Лунде (где его учеником был Отто Линдблад) и Йёнчёпинге.
Автор скрипичных этюдов.